# Dover-Sperre

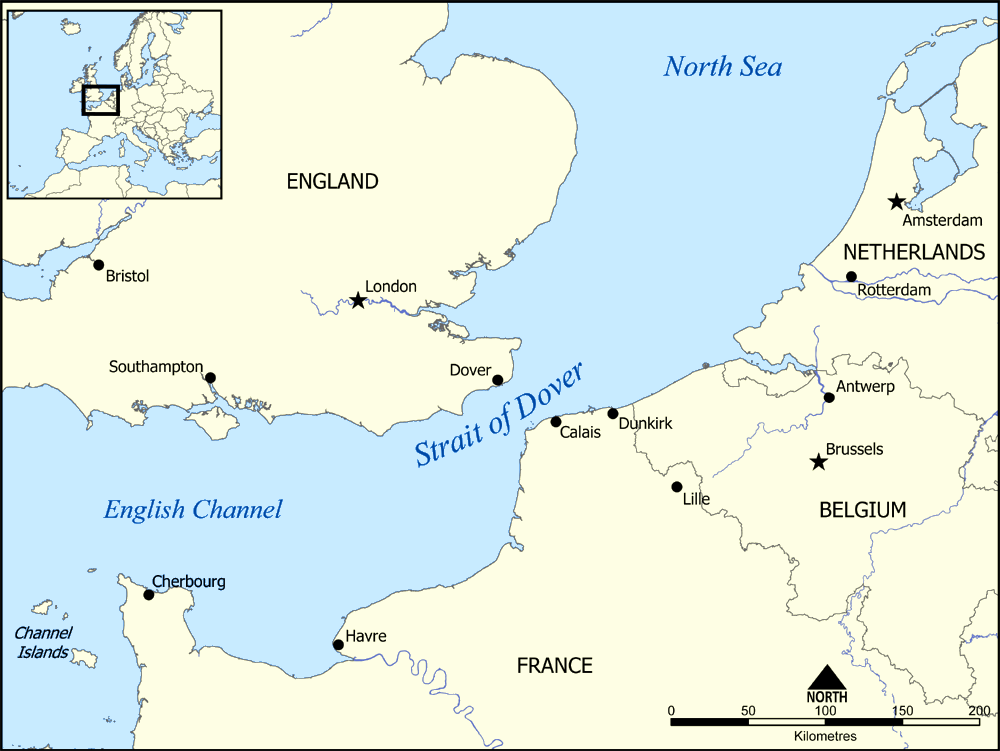
Die Straße von Dover

Die Dover-Sperre (englisch: Dover Barrage) war eine von der britischen Royal Navy im Ersten Weltkrieg angelegte Unterwasser-Sperre, die das Eindringen deutscher U-Boote in den Ärmelkanal verhindern sollte.

## Geschichte
Die Sperre bestand anfangs nur aus Minenfeldern, die nach Kriegsausbruch zwischen Dover und der belgischen Küste angelegt wurden. Sie wurde ab Februar 1915 auf etwa 25 km Länge durch am Meeresgrund verankerte Stahlnetze in unterschiedlichen Tiefen verstärkt. Die Netzsperren erstreckten sich vom Südende der Goodwin Sands vorbei am Südende der Sandettie Bank bis zum Südwestende der Outer Ruytingen und zur Sandbank West Dyck. Die Sperre wurde am 3. April 1915 vollendet und wurde von den in Dover und Dünkirchen stationierten Schiffen der sogenannten Dover Patrol bewacht.
Sowohl die Kaiserliche Marine als auch die Royal Navy hielten die Sperre anfangs für wirksam, besonders nachdem das deutsche Boot U 8 am 4. März 1915 etwa auf der Position 50° 34′ N, 1° 9′ O in ein Netz der noch im Aufbau befindlichen Sperre geriet, von Zerstörern der Dover Patrol zum Auftauchen gezwungen und dann von diesen durch Artilleriebeschuss versenkt wurde. Dies veranlasste die deutsche Marineleitung Anfang April, ihren U-Booten die Durchfahrt durch den Ärmelkanal zu untersagen und ihnen die Fahrt nördlich um die Britischen Inseln vorzuschreiben. Zumindest bis ins Frühjahr 1916 erfüllte die Sperre somit ihren Zweck, auch wenn ihr bis November 1917 nur noch ein weiteres U-Boot zum Opfer fiel.
Die Sperre war allerdings keineswegs unpassierbar, denn zwischen den einzelnen Netzen befanden sich Lücken, durch die sich U-Boote hindurch navigieren konnten, die verlegten Minen waren von unzuverlässiger Qualität und es fehlte an Zerstörern, um die Sperre permanent und lückenlos zu überwachen. Im Frühjahr 1916 gab die deutsche Marineleitung ihre Zurückhaltung auf und entsandte U-Boote aus Seebrügge und Ostende durch den Kanal. Es stellte sich heraus, dass die Passage durchaus möglich war und dass U-Boote den Ärmelkanal bei Nacht sogar aufgetaucht durchqueren konnten. Die Royal Navy verlegte die Sperre schließlich im November und Dezember 1917 in die Enge zwischen Folkestone und dem Cap Gris-Nez. Der Einsatz der neuen H2-Minen und besserer Suchscheinwerfer auf den patrouillierenden Schiffen zeigte dann Wirkung, und bis Ende August 1918 fielen mindestens ein Dutzend deutsche Boote der Sperre zum Opfer. Danach schickte die Kaiserliche Marine keine weiteren Boote mehr durch den Ärmelkanal.

## Die Nordsee-Minensperre
Dieser späte Erfolg führte 1918 zur Verlegung der Nordsee-Minensperre zwischen den Orkneys und Norwegen, die allerdings wesentlich teurer und wesentlich weniger wirkungsvoll war.